# Elezioni presidenziali in Algeria del 1995
Le elezioni presidenziali in Algeria del 1995 si tennero il 16 novembre. Esse videro la vittoria dell'indipendente Liamine Zéroual, che sconfisse Mahfoud Nahnah del Movimento della Società per la Pace.

## Risultati
| Candidati           | Partiti                                       | Voti       | %     |
| ------------------- | --------------------------------------------- | ---------- | ----- |
| Liamine Zéroual     | Indipendente                                  | 7 088 618  | 61,01 |
| Mahfoud Nahnah      | Movimento della Società per la Pace           | 2 971 974  | 25,58 |
| Said Sadi           | Raggruppamento per la Cultura e la Democrazia | 1 115 796  | 9,60  |
| Noureddine Boukrouh | Partito del Rinnovamento Algerino             | 443 144    | 3,81  |
| Totale              | Totale                                        | 11 619 532 | 100   |